# イェンス・ヴィルケン・ホルネマン

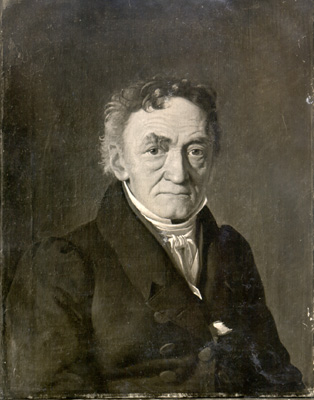
Jens Wilken Hornemann (1830)

イェンス・ヴィルケン・ホルネマン（Jens Wilken Hornemann、1770年3月6日 - 1841年7月30日）はデンマークの植物学者である。コペンハーゲン大学植物園の園長を務め、マーチン・ヴァール（Martin Vahl）の没後、『デンマーク植物誌』（"Flora Danica"）の改訂を引き継いだ。姓のHornemannはデンマーク語の発音に近いカタカナ表記は「ホネアマン」である。

## 略歴
南デンマーク地域のマースタル（Marstal）の司祭の息子に生まれた。コペンハーゲンでマルチン・ヴァールの講義を受けた後、植物学者の道に進み、3年間ドイツ、フランス、イギリスを旅した後、1801年からコペンハーゲン大学植物園で講師職を務め、1803年にヴァールが没するとヴァールが取り組んでいた、ゲオルク・クリスティアン・エーダーの『デンマーク植物誌』(Flora Danica) の改訂作業をひき継いだ。『デンマーク植物誌』の改訂は1840年まで続けられた。1808年からコペンハーゲン大学の教授となり、1817年にはコペンハーゲン大学植物園長となった。
ツツジ科の植物の属名、Hornemannia　に献名されたがこれは現在はシノニムになっている。アトリ科の鳥類の種Carduelis hornemanni（Acanthis hornemanni）や菌類の種、Stropharia hornemanniiにも名前がつけられている。1813年にデンマーク王立科学アカデミー、1815年にスウェーデン王立科学アカデミーの会員に選ばれた。1818年にドイツの科学アカデミーレオポルディーナの会員に選ばれた。